# Илийская (платформа)
Станция Илийская (каз. Илийский станциясы) — железнодорожная станция Казахстанских железных дорог, расположенная рядом с селом Заречное.